# Hispo cingulata
Hispo cingulata är en spindelart som beskrevs av Simon 1885 [1886. Hispo cingulata ingår i släktet Hispo och familjen hoppspindlar. Inga underarter finns listade i Catalogue of Life.